# Montlay-en-Auxois
Montlay-en-Auxois település Franciaországban, Côte-d’Or megyében. Lakosainak száma 195 fő (2022. január 1.). Montlay-en-Auxois Juillenay, Saulieu, Saint-Didier, Vic-sous-Thil, Villargoix, Lacour-d’Arcenay, Molphey és La Motte-Ternant községekkel határos.

## Népesség
A település népességének változása:
| Lakosok száma | 155  | 113  | 120  | 150  | 153  | 173  | 185  | 192  | 193  | 195  |
|               | 1968 | 1982 | 1990 | 2006 | 2013 | 2015 | 2017 | 2019 | 2020 | 2022 |